# Holnon Chapelle Military Cemetery
Holnon Chapelle British Cemetery est un cimetière militaire de la Première Guerre mondiale situé sur le territoire de la commune d'Holnon dans le département de l'Aisne. 

## Historique
Le village d'Holnon fut occupé par les Allemands dès le 28 septembre 1914. Le village ne fut repris que dans la deuxième quinzaine de septembre 1918, lors de l'Offensive des Cent-Jours.

## Caractéristique
Les 621 soldats enterrés dans ce cimetière tombèrent lors de ces affrontements.

## Localisation
Le cimetière militaire britannique est situé à l'intérieur du village non loin de la D 1029.

## Galerie

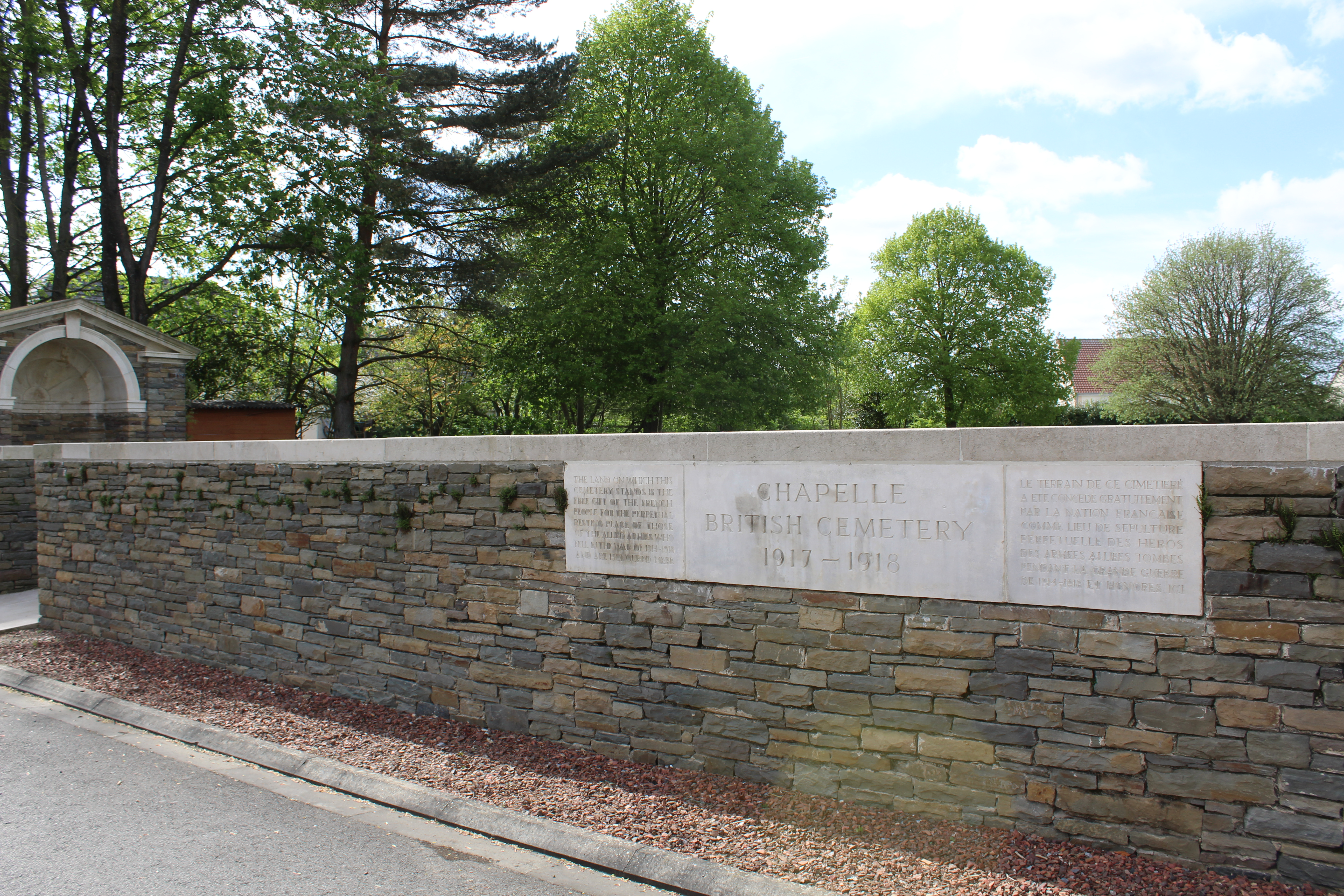
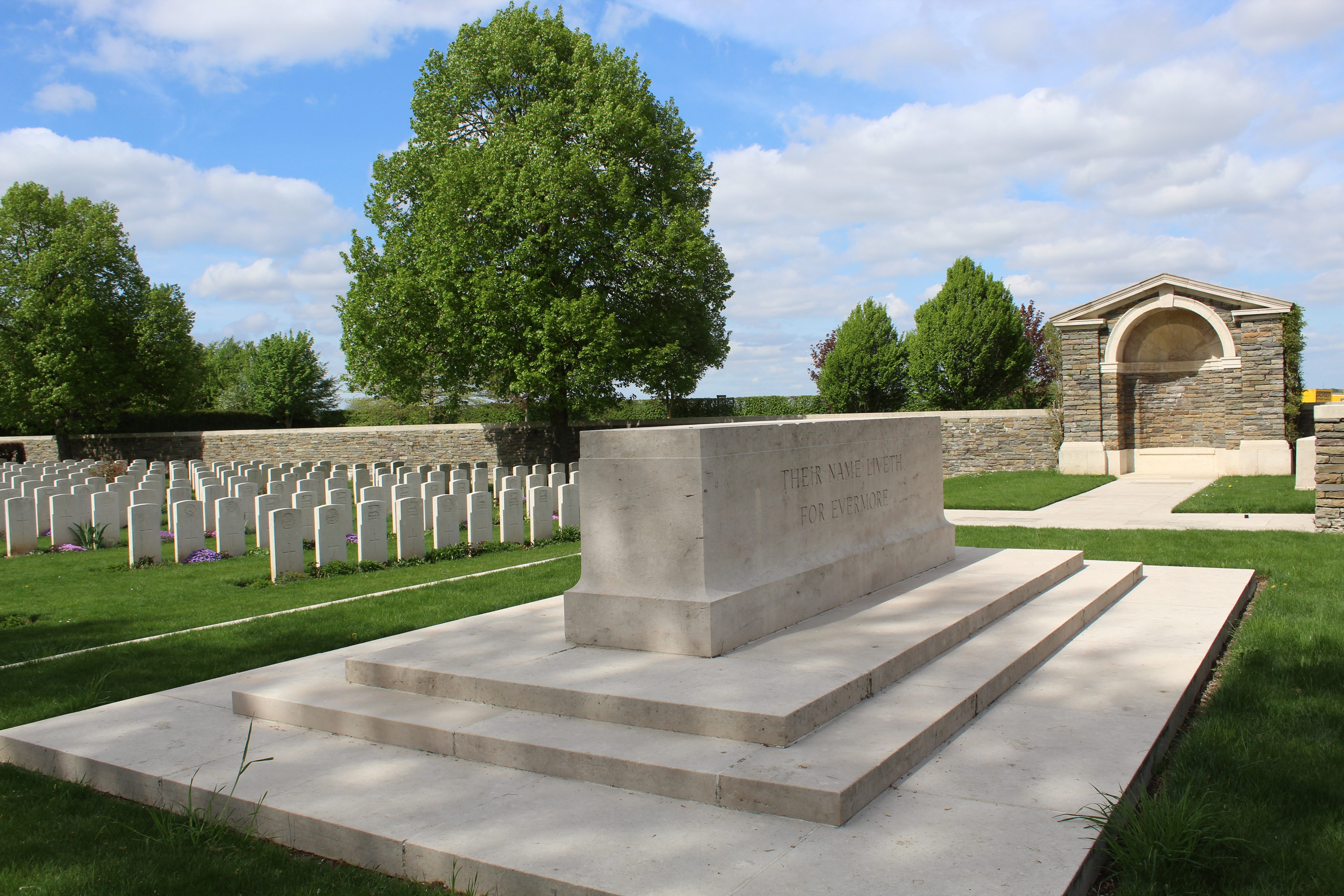
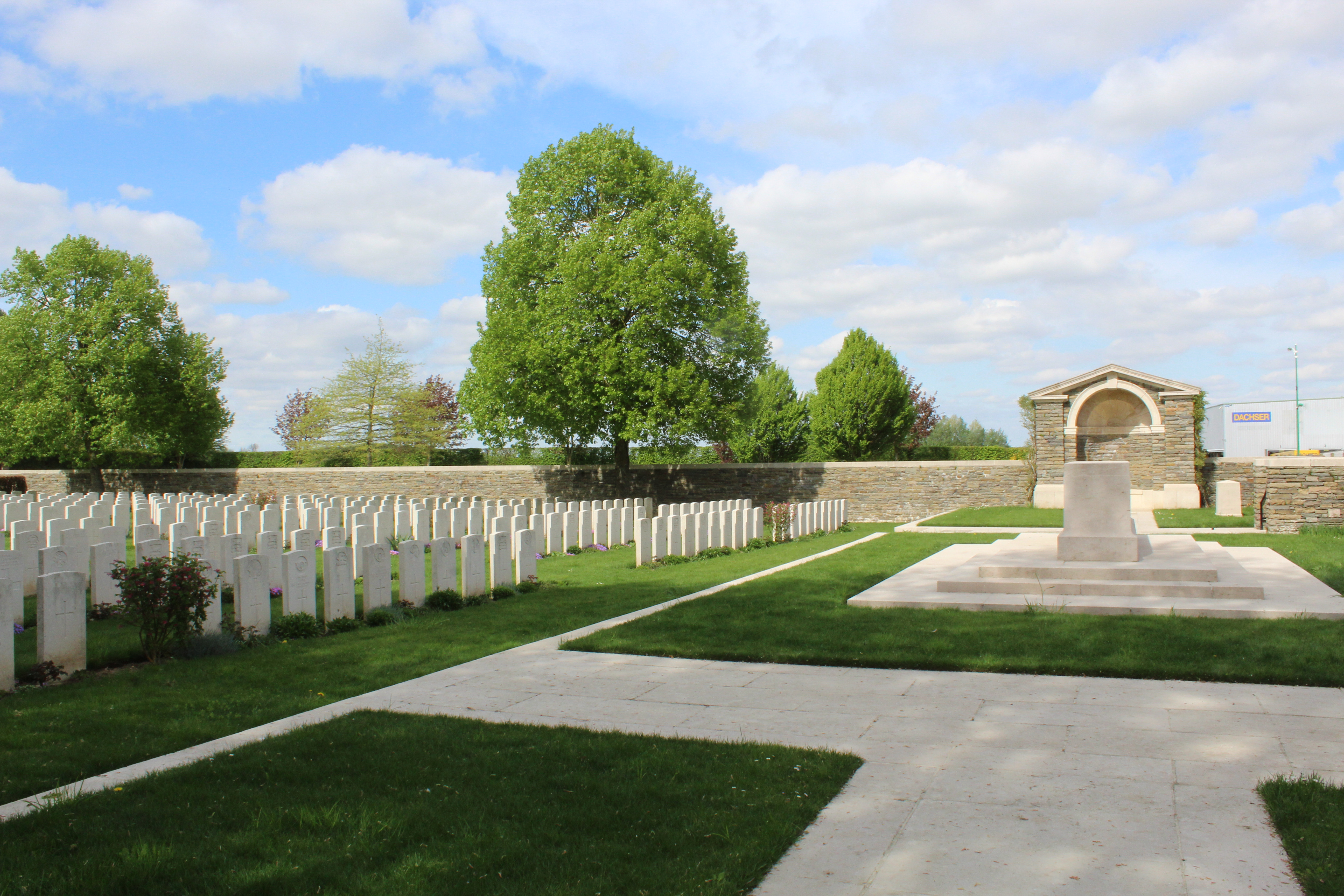
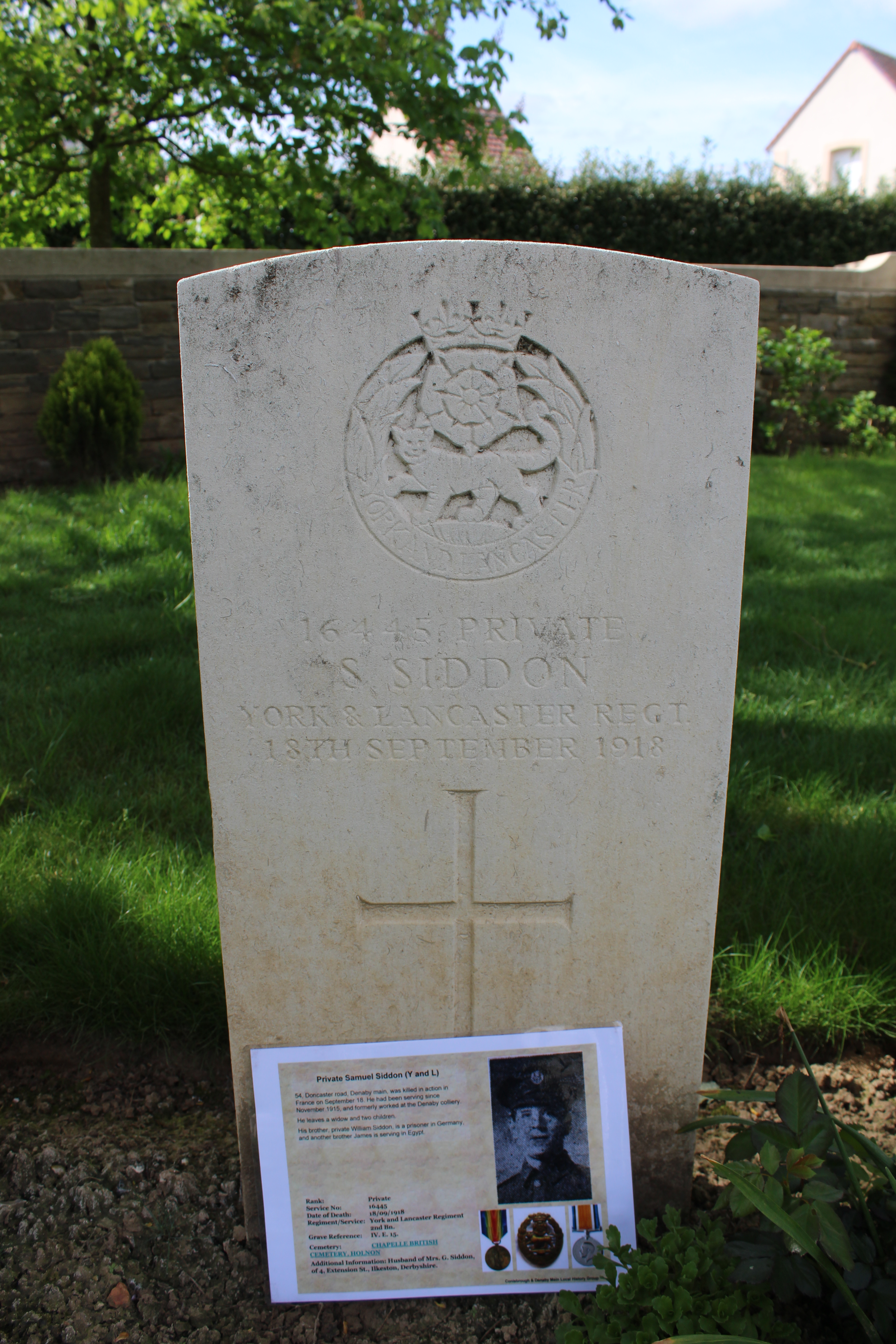
Tombe de Samuel Siddon (York and Lancaster Regiment) tué au combat le 18 septembre 1918.

## Tombes
| Pays        | Tombes |
| ----------- | ------ |
| Royaume-Uni | 621    |